# Sân bay Seletar
Sân bay Seletar (IATA: XSP, ICAO: WSSL) là một sân bay ở Seletar, Singapore. Sân bay hoàn thành năm 1928. Đây là sân bay quốc tế đầu tiên của Singapore. Sân bay thuộc quản lý của Tập đoàn Changi. Đã có đề xuất kéo dài đường băng từ 1826 lên 2000m để phục vụ cho hàng không giá rẻ nhưng sân bay Changi đã có nhà ga dành cho hàng không giá rẻ.